# Nigel Short
Pour les articles homonymes, voir Short (homonymie).
Nigel Short, né le 1er juin 1965 à Leigh, Royaume-Uni, est un grand maître international britannique du jeu d'échecs. Il a été finaliste du championnat du monde d'échecs 1993 (classique).
Au 1er novembre 2017, il est le 67e joueur  mondial, et le 3e anglais[réf. nécessaire], avec un classement Elo de 2 678 points.

## Biographie

### Jeune prodige des échecs

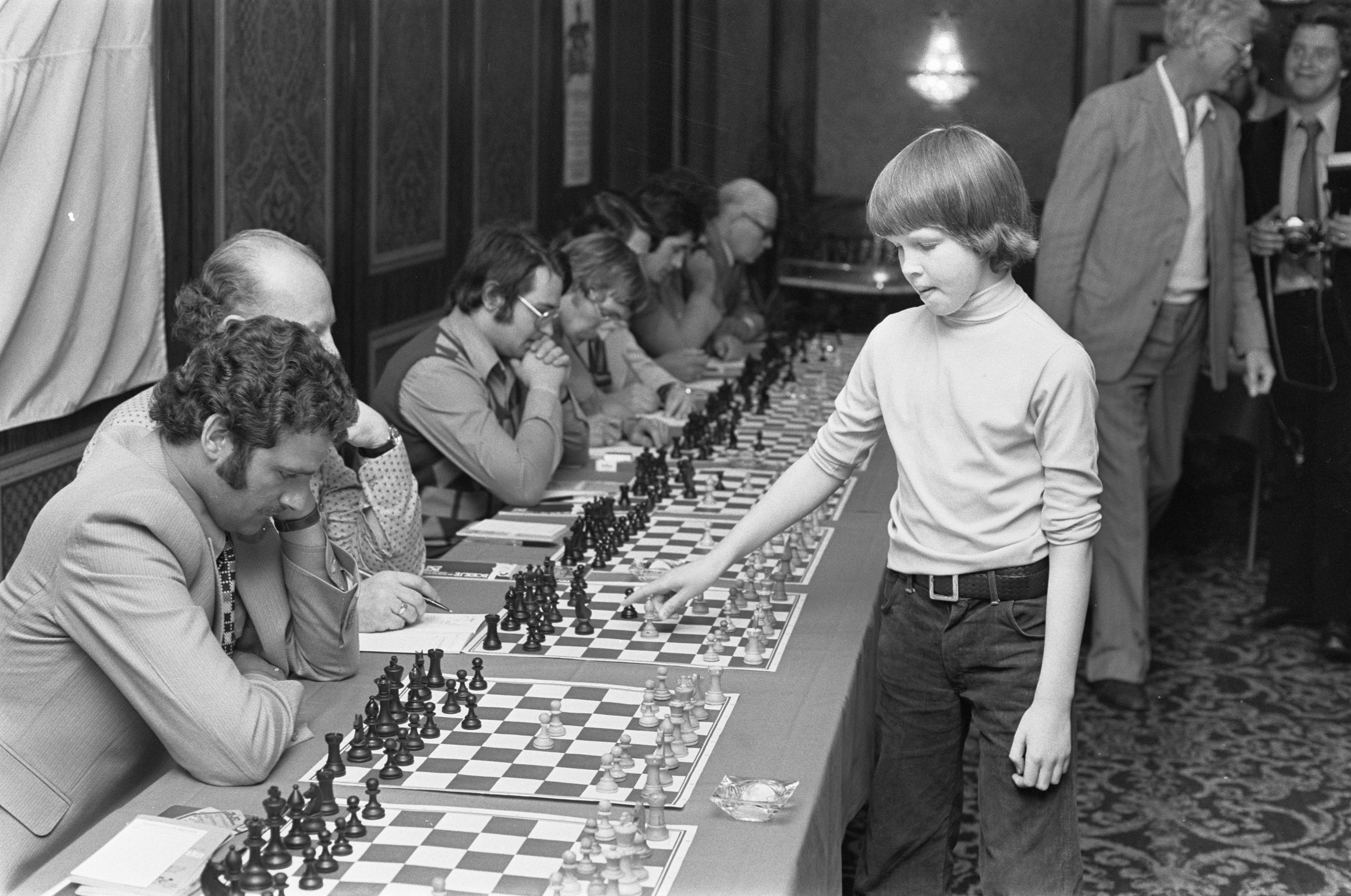
Nigel Short en 1976

À 10 ans, Short attire l'attention des médias par une victoire contre Viktor Kortchnoï en partie simultanée. En 1977, il est le plus jeune participant au Championnat d'échecs de Grande-Bretagne en se qualifiant trois jours avant son 12e anniversaire. Deux ans plus tard, à Chester en 1979, il est 1er du championnat britannique, ex æquo avec John Nunn et Robert Bellin, ce qui lui vaut sa première norme de maître international. Il devient le deuxième maître international le plus jeune de l'histoire, après Henrique Mecking, en marquant 8/15 au tournoi de Hastings 1979-1980.
En 1978, il remporte la médaille de bronze au championnat du monde cadets (moins de 17 ans) à Sas de Gand. L'année suivante, en 1979, il est médaille d'argent au championnat du monde cadets à Belfort, à égalité de points avec le vainqueur (8,5 / 11).
Il participa à quatre championnats du monde junior entre 1980 et 1983, son meilleur résultat étant une deuxième place derrière Gary Kasparov à Dortmund en 1980. Il décroche le titre de grand maître international en 1984, à l'âge de 19 ans, devenant le plus jeune grand maître de l'époque.

### Champion de Grande-Bretagne (1984)
En 1979, Short finit premier ex æquo du championnat britannique, mais Robert Beilin remporta le titre grâce à un meilleur départage.
Short remporte le championnat britannique en 1984, 1987 et 1998 et le championnat d'Angleterre en 1991 (tournoi à élimination directe).
Short devient le champion du Commonwealth en 2004, 2006 (à Bombay) et en 2008 (à Nagpur). Il remporte le Championnat open de l'Union européenne (en) en 2006 à Liverpool et finit deuxième ex æquo en 2008 à Liverpool.

### Candidat au championnat du monde (1985-1988)

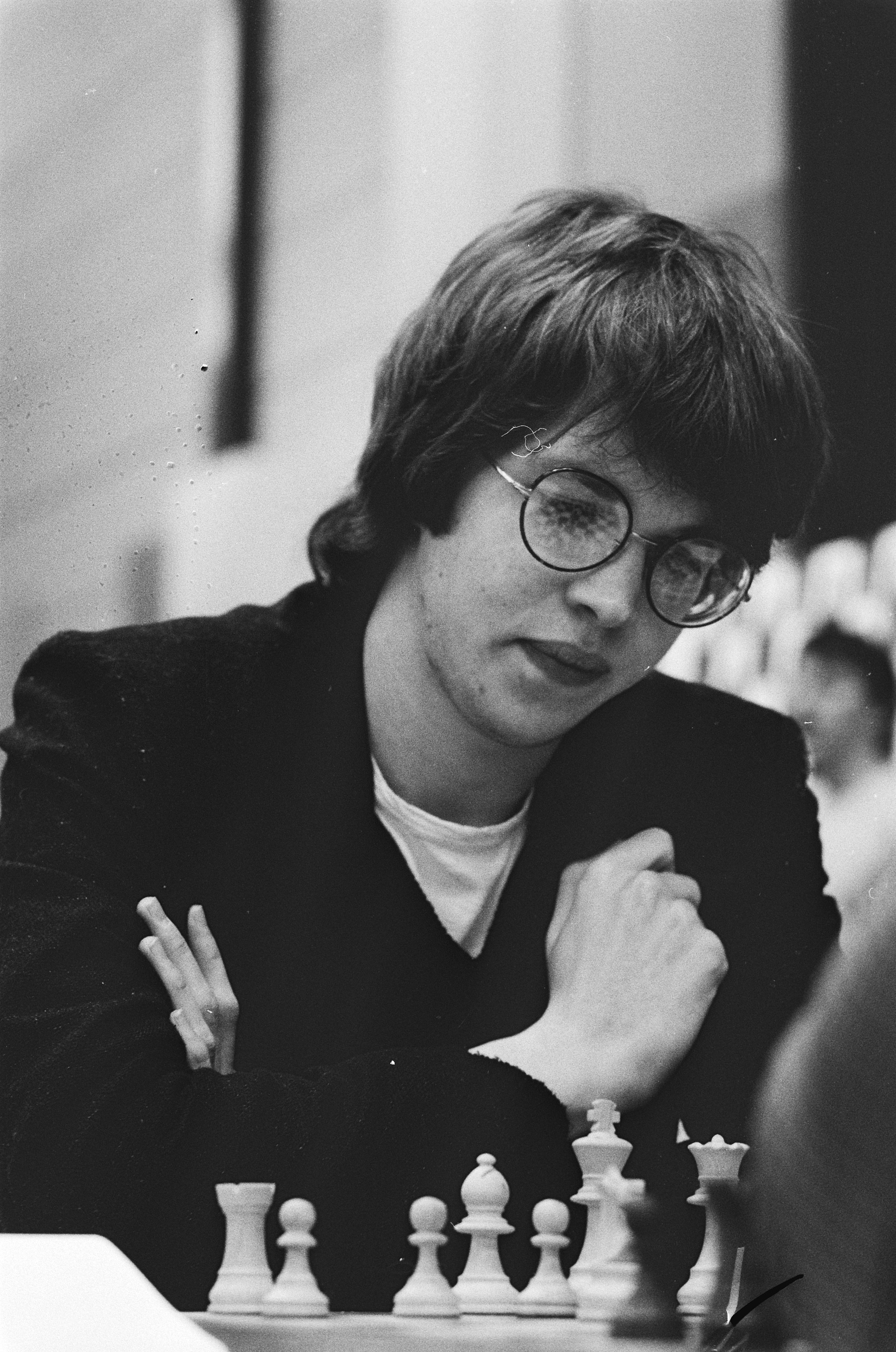
Nigel Short en 1986

Short part à l'assaut du titre de champion du monde lors du tournoi interzonal de Bienne en juillet 1985 Il se qualifie de justesse pour le tournoi des candidats : il se qualifie grâce à un meilleur départage que John van der Wiel et d'Eugenio Torre pour la troisième place qualificative, ce qui fait de lui le premier candidat britannique au championnat du monde. Le tournoi des candidats de Montpellier qui suit est un échec pour Short, il y finit dixième avec 7/15. Lors du cycle suivant (1987-1990), il se qualifie à nouveau pour le tournoi des candidats en remportant l'interzonal de Subotica 1987 avec Jon Speelman. Le tournoi des candidats de 1988-1989 reprend l'ancien format des matchs individuels : Short défait Gyula Sax (+2 =3) en huitième de finale à Saint-Jean en 1988, mais perd ensuite de façon inattendue contre son compatriote Jon Speelman à Londres 1,5 à 3,5 (-2 =3) en quart de finale.

### Finaliste du championnat du monde (1993)
Le cycle des candidats de 1990-1993 est un succès pour Short. Une victoire à la dernière ronde du tournoi interzonal de 1990 à Manille contre Mikhaïl Gourevitch lui permet de finir troisième ex æquo avec Viswanathan Anand derrière Vassili Ivantchouk et Boris Guelfand, le qualifiant pour la troisième fois consécutive pour le tournoi des candidats. En 1991, il affronte Jonathan Speelman à Londres lors du huitième de finale qu'il finit par battre au terme d'un match âprement disputé (4 à 4 après huit parties, victoire lors du départage en parties rapides 1,5 à 0,5). Il vainc ensuite Boris Guelfand (+4, =2, −2) à Bruxelles en quart de finale, Au cours des demi-finales, en avril 1992, il se défait du légendaire Anatoli Karpov (+4, =4, −2). En finale, en janvier 1993, Short remporte le match contre le Néerlandais Jan Timman (+5, =5, −3) à San Lorenzo de El Escorial et peut donc disputer le titre mondial au champion du monde, Garry Kasparov.
Selon Short et Kasparov, le président de la Fédération internationale des échecs, Florencio Campomanes, décide alors du lieu du match (Manchester) et des prix en espèces sans les consulter, ce qui est contraire aux règles de la FIDE. Kasparov et Short décident alors de former une organisation rivale, la Professional Chess Association et organisent indépendamment de la FIDE un match pour le titre, sponsorisé par le journal The Times. Le match a lieu à Londres de septembre à octobre 1993, et Kasparov remporte une nette victoire (+6 −1 =13).
La FIDE ne reconnaît pas ce match et organise un championnat du monde entre les deux adversaires de Nigel Short, Karpov et Timman pour le titre de champion du monde FIDE. C'est le début d'un schisme qui dura jusqu'à la réunification du titre mondial en 2006.
Lors du tournoi des candidats pour le championnat du monde d'échecs 1995 (PCA), Short bat Boris Gulko en quart de finale (4 à 4, puis 6,5 à 5,5 après départages) à New York avant d'être battu par Gata Kamsky (1,5 à 4,5) en septembre 1994 en demi-finale à Linares.

### Championnats du monde de 1997 à 2004
| Année | Lieu      | Résultat           | Ultime adversaire    | Adversaires battus                                                      |
| ----- | --------- | ------------------ | -------------------- | ----------------------------------------------------------------------- |
| 1997  | Groningue | demi-finaliste     | Michael Adams        | Viktor Kortchnoï, Andreï Sokolov, Aleksandr Beliavski, Michał Krasenkow |
| 1999  | Las Vegas | huitième de finale | Alexeï Chirov        | Daniel Fridman, Aleksandr Beliavski                                     |
| 2000  | New Delhi | deuxième tour      | Igor-Alexandre Nataf |                                                                         |
| 2001  | Moscou    | premier tour       | Daniel Cámpora       |                                                                         |
| 2004  | Tripoli   | deuxième tour      | Michał Krasenkow     | Hameed Mansour Ali Kadhi                                                |

### Coupes du monde (2000 à 2007)
| Année | Lieu                        | Résultat                  | Ultime adversaire         | Adversaires battus                |
| ----- | --------------------------- | ------------------------- | ------------------------- | --------------------------------- |
| 2000  | Shenyang                    | éliminé en phase de poule | éliminé en phase de poule | Mikhaïl Gourevitch Xie Jun        |
| 2002  | Hyderabad (24 participants) | quart de finale           | Alekseï Dreïev            | Surya Ganguly Pentala Harikrishna |
| 2007  | Khanty-Mansiïsk             | premier tour              | David Baramidze           |                                   |

### Victoires dans les tournois internationaux
Nigel Short finit premier seul ou ex æquo dans de nombreux tournois internationaux dont :

#### Années 1970 et 1980
- Genève 1979 ;
- Londres (BBC Master Game, tournoi rapide) 1981 ;
- Amsterdam (open OHRA) 1982 (ex æquo avec Hort) ;
- Bakou 1983 ;
- Esbjerg 1984 ;
- Lugano (open) 1986 (ex æquo avec Kortchnoï, Gutman et Plaskett) ;
- Wijk aan Zee deux fois de suite :
  - en 1986 (+6, =7, avec 1,5 point d'avance sur Ljubojevic, van der Wiel et Nikolic) ;
  - en 1987 (ex æquo avec Kortchnoï) ;
- Reykjavik 1987 (1 point d'avance sur Tal, Timman, Kortchnoï, Portisch et Polougaïevski) ;
- Subotica 1987 (tournoi interzonal, ex æquo avec Sax et Speelman) ;
- Hastings deux fois de suite : en 1987-1988 et 1988-1989 ;

#### Années 1990
Le meilleur résultat de Short fut obtenu au tournoi d'Amsterdam VSB (mémorial Max Euwe) en 1991, quand il partagea la première place avec Salov devant Kasparov et Karpov. La même année, il finit deuxième du plus fort tournoi d'échecs de Tilburg (catégorie 17, victoire de Kasparov), devant Anand, Karpov, Kamsky, Timman, Kortchnoï et Bareïev.
Short remporta les tournois de :
- Amsterdam VSB (mémorial Max Euwe) quatre fois, dont trois victoires consécutives :
  - en 1988 (devant Karpov, Ljubojevic et Timman) ;
  - en 1991 (ex æquo avec Salov, devant Kasparov et Karpov) ;
  - en 1992 (ex æquo avec Anand) ;
  - en 1993 (ex æquo avec Kramnik et Anand) ;
- Pärnu 1996 ;
- Groningue (tournoi jubilé) 1996 ,
- Tallinn-Pärnu (mémorial Paul Kérès) 1998 ;
- l'Open de l'île de Man 1998 (tournoi Monarch Insurance) ;
- Dacca (tournoi United Insurance) 1999 ;
- Chimkent 1999 ;
- le tournoi de Pampelune 1999-2000.

#### Années 2000 et 2010
- Pékin (Tan Chin Nam Cup) 2000 ;
- Malmö (tournoi Sigeman & Co) 2002, 2009 (avec un score final de 4,5/5 et une performance Elo remarquable de 2 974[2]) et 2013 ;
- le Festival de Gibraltar 2003, 2004 et 2012 (également premier ex æquo et deuxième après départages en 2013) ;
- Budapest (Hunguest Hotels) 2003 ;
- Skanderborg (Samba Cup) 2003 ;
- Taiyuan 2004 ;
- Copenhague (Politiken Cup) 2006 ;
- trois fois le championnat du Commonwealth : à Bombay (en 2004 et 2006) et à Nagpur (en 2008) ;
- le Tournoi des rois de Bazna 2008 ;
- Londres (mémorial Staunton) 2009 ;
- l'open de Thaïlande à Bangkok en 2011, 2012 et 2015 ;
- Luanda 2011 ;
- Edmonton 2012 ;
- Ottawa 2012 (tournoi du club RA) et 2013 (cinquantième open du Canada) ;
- l'Open de l'île de Man (Pokerstars) 2014.

### Matchs hors championnat du monde
Short s'est avéré être un redoutable compétiteur en match, écrasant le champion américain Lev Alburt en 1985 à Foxborough 7-1 (+6 =2). Il bat également
- Utut Adianto (+3 =3) à Jakarta en 1995,
- Étienne Bacrot à Albert en 2000 (+3 =2 -1),
- Hannes Stefánsson à Reykjavik en 2002 (+4 =1 -1) et
- Ehsan Ghaem Maghami à Téhéran en 2003 (+2 =4).

Short est battu par Joel Benjamin (2,5-1,5) à Londres en 1983. Il fait match nul contre Jan Timman (3-3) dans un match exhibition à Hilversum en 1989.

### Résultats par équipes

#### Championnats d'Europe par équipe
Short fait ses débuts en compétition par équipe pour l'Angleterre à 17 ans, au championnat d'Europe par équipes de Plovdiv en 1983. Il mène l'équipe à la victoire au championnat d'Europe par équipe en 1997 à Pula et son équipe est troisième en 1992 et quatrième en 1983 et en 2001. 
- Plovdiv 1983, 7e échiquier, 4,5/7 (+3 =3 -1) ;
- Debrecen 1992, 1er échiquier, 5,5/8 (+4 =3 -1), médaille de bronze au 1er échiquier ;
- Pula 1997, 1er échiquier, 4/7 (+2 =4 -1), vainqueur par équipe ;
- Batoumi 1999 1er échiquier, 5/8 (+3 =4 -1) ;
- León 2001 2e échiquier, 6/9 (+3 =6).

#### Olympiades

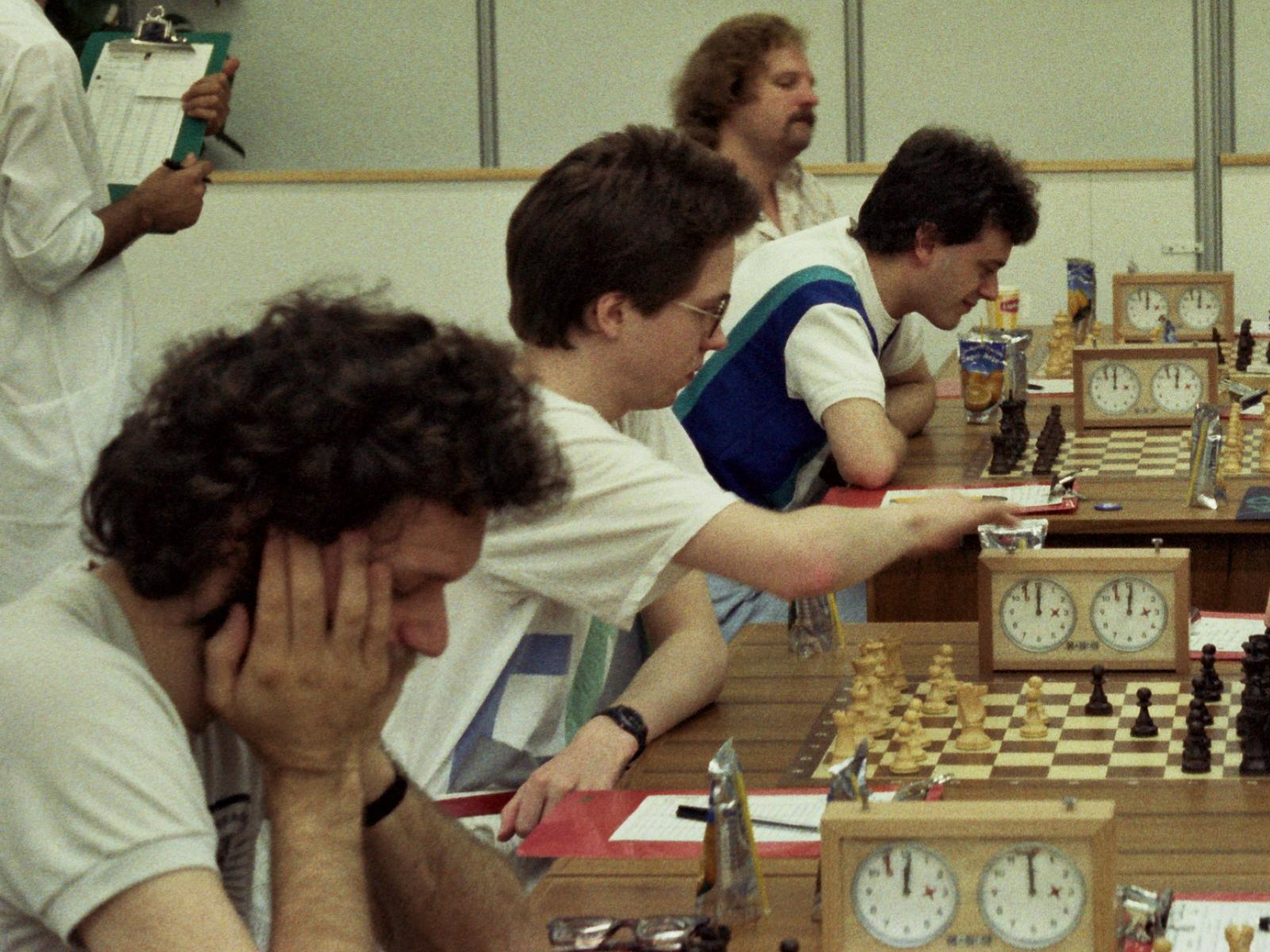
L'équipe anglaise à l'olympiade de 1986, Short est au centre de l'image

Short a représenté l'Angleterre de façon très régulière depuis 1984. Il remporte notamment la médaille d'argent par équipes à l'Olympiade de Salonique en 1984, ainsi qu'à l'Olympiade de Dubai en 1986 (où il décroché également l'or au 3e échiquier), et Olympiade de Salonique en 1988. 
Il obtient une médaille de bronze à l'Olympiade de Novi Sad en 1990, et son équipe d'Angleterre est quatrième en 1994 et en 1996 et septième en 2000 et 2002.
- Olympiade de Salonique en 1984, 2e échiquier de réserve, 3/6 (+1 =4 -1), médaille d'argent par équipe ;
- Olympiade de Dubai en 1986, 3e échiquier, 10/13 (+8 =4 -1), médailles d'or individuelle et d'argent par équipe ;
- Olympiade de Salonique en 1988, 1er échiquier, 7/12 (+3 =8 -1), médaille d'argent par équipe ;
- Olympiade de Novi Sad en 1990, 1er échiquier, 6/12 (+2 =8 -2), médaille de bronze par équipe ;
- Olympiade de Manille en 1992, 1er échiquier, 6/11 (+3 =6 -2) ;
- Olympiade de Moscou en 1994, 1er échiquier, 8,5/13 (+6 =5 -2) ;
- Olympiade d'Erevan en 1996, 1er échiquier, 7/12 (+3 =8 -1) ;
- Olympiade d'Elista en 1998, 2e échiquier, 6,5/11 (+2 =9) ;
- Olympiade d'Istanbul en 2000, 2e échiquier, 7/12 (+3 =8 -1) ;
- Olympiade de Bled en 2002, 2e échiquier, 8.5/13 (+5 =7 -1) ;
- Olympiade de Calvià en 2004, 2e échiquier, 1,5/4 (+1 =1 -2) ;
- Olympiade de Turin en 2006, 2e échiquier, 8/11 (+5 =6) ;
- Olympiade de Dresde en 2008, 2e échiquier, 7/10 (+6 =2 -2).
- Olympiade de Khanty-Mansiïsk en 2010, 2e échiquier, 4/8 (+2 =4 -2).
- Olympiade de Istanbul en 2012, 3e échiquier, 7,5/10 (+6 =3 -1).

#### Championnats du monde par équipe
Short a fait partie de l'équipe d'Angleterre au championnat du monde par équipes en 1985 (bronze par équipe), 1989 (bronze) et 1997 (4e par équipe).
- Lucerne 1985, 4e échiquier, 4/8 (+1 =6 -1) ;
- Lucerne 1989, 1er échiquier, 4,5/8 (+3 =3 -2), médaille d'argent au 1er échiquier ;
- Lucerne 1997, 1er échiquier, 4/8 (=8).

## Controverses
Nigel Short est à l'origine de plusieurs controverses dans le monde des échecs, depuis le début des années 2000.
Le 9 septembre 2001, il affirme au Sunday Telegraph avoir joué une cinquantaine de parties rapides avec Bobby Fischer sur le site d'échecs en lignes ICC. Or Fischer avait officiellement annoncé avoir arrêté de jouer aux échecs, et ce depuis 1992. Cette nouvelle est donc fortement relayée, à l'époque. Short annonce notamment avoir été battu sur des scores sans appel. Après quelques échanges sur la messagerie instantané, ses doutes se seraient confirmés. Cependant, Short se voit obligé de se rétracter quand Fischer affirme publiquement ne pas avoir de compte sur ICC.
Le 20 avril 2015, il déclare dans une interview au Daily Telegraph, en parlant de la différence de niveau entre les sexes : « L'un n'est pas meilleur que l'autre, nous avons juste des compétences différentes. Ce serait merveilleux de voir plus de filles jouer aux échecs, et à un meilleur niveau, mais plutôt que se tracasser à proposer de l'inégalité, peut-être devrions nous juste accepter avec dignité celle-ci comme un fait. »
Cette déclaration provoque de nombreux remous dans le monde échiquéen. Judit Polgár, notamment, exerce son droit de réponse dans les colonnes du Daily Telegraph et de Time, en affirmant : « ce n'est pas une affaire de genre, c'est une affaire d'intelligence. » (« It's not a matter of gender, it's a matter of being smart. »)

## Une partie célèbre
Cet article utilise la notation algébrique pour décrire des coups du jeu d'échecs.
|   | a | b | c | d | e | f | g | h |   |
| 8 | Tour noire sur case blanche e8 · Tour noire sur case noire f8 · Roi noir sur case blanche g8 · Fou noir sur case blanche b7 · Pion noir sur case noire c7 · Tour blanche sur case blanche d7 · Pion noir sur case blanche f7 · Pion noir sur case noire b6 · Dame noire sur case blanche c6 · Pion noir sur case blanche e6 · Dame blanche sur case noire f6 · Pion noir sur case blanche g6 · Pion noir sur case noire a5 · Pion blanc sur case noire e5 · haut droite sur case noire g5 · Pion noir sur case blanche h5 · Pion blanc sur case blanche a4 · Pion blanc sur case blanche c4 · Tour blanche sur case noire d4 · haut gauche sur case noire f4 · Pion blanc sur case noire h4 · Cavalier blanc sur case blanche f3 · haut gauche sur case noire g3 · Pion blanc sur case blanche c2 · Pion blanc sur case noire f2 · Pion blanc sur case blanche g2 · haut droite sur case noire h2 · Roi blanc sur case noire g1 | Tour noire sur case blanche e8 · Tour noire sur case noire f8 · Roi noir sur case blanche g8 · Fou noir sur case blanche b7 · Pion noir sur case noire c7 · Tour blanche sur case blanche d7 · Pion noir sur case blanche f7 · Pion noir sur case noire b6 · Dame noire sur case blanche c6 · Pion noir sur case blanche e6 · Dame blanche sur case noire f6 · Pion noir sur case blanche g6 · Pion noir sur case noire a5 · Pion blanc sur case noire e5 · haut droite sur case noire g5 · Pion noir sur case blanche h5 · Pion blanc sur case blanche a4 · Pion blanc sur case blanche c4 · Tour blanche sur case noire d4 · haut gauche sur case noire f4 · Pion blanc sur case noire h4 · Cavalier blanc sur case blanche f3 · haut gauche sur case noire g3 · Pion blanc sur case blanche c2 · Pion blanc sur case noire f2 · Pion blanc sur case blanche g2 · haut droite sur case noire h2 · Roi blanc sur case noire g1 | Tour noire sur case blanche e8 · Tour noire sur case noire f8 · Roi noir sur case blanche g8 · Fou noir sur case blanche b7 · Pion noir sur case noire c7 · Tour blanche sur case blanche d7 · Pion noir sur case blanche f7 · Pion noir sur case noire b6 · Dame noire sur case blanche c6 · Pion noir sur case blanche e6 · Dame blanche sur case noire f6 · Pion noir sur case blanche g6 · Pion noir sur case noire a5 · Pion blanc sur case noire e5 · haut droite sur case noire g5 · Pion noir sur case blanche h5 · Pion blanc sur case blanche a4 · Pion blanc sur case blanche c4 · Tour blanche sur case noire d4 · haut gauche sur case noire f4 · Pion blanc sur case noire h4 · Cavalier blanc sur case blanche f3 · haut gauche sur case noire g3 · Pion blanc sur case blanche c2 · Pion blanc sur case noire f2 · Pion blanc sur case blanche g2 · haut droite sur case noire h2 · Roi blanc sur case noire g1 | Tour noire sur case blanche e8 · Tour noire sur case noire f8 · Roi noir sur case blanche g8 · Fou noir sur case blanche b7 · Pion noir sur case noire c7 · Tour blanche sur case blanche d7 · Pion noir sur case blanche f7 · Pion noir sur case noire b6 · Dame noire sur case blanche c6 · Pion noir sur case blanche e6 · Dame blanche sur case noire f6 · Pion noir sur case blanche g6 · Pion noir sur case noire a5 · Pion blanc sur case noire e5 · haut droite sur case noire g5 · Pion noir sur case blanche h5 · Pion blanc sur case blanche a4 · Pion blanc sur case blanche c4 · Tour blanche sur case noire d4 · haut gauche sur case noire f4 · Pion blanc sur case noire h4 · Cavalier blanc sur case blanche f3 · haut gauche sur case noire g3 · Pion blanc sur case blanche c2 · Pion blanc sur case noire f2 · Pion blanc sur case blanche g2 · haut droite sur case noire h2 · Roi blanc sur case noire g1 | Tour noire sur case blanche e8 · Tour noire sur case noire f8 · Roi noir sur case blanche g8 · Fou noir sur case blanche b7 · Pion noir sur case noire c7 · Tour blanche sur case blanche d7 · Pion noir sur case blanche f7 · Pion noir sur case noire b6 · Dame noire sur case blanche c6 · Pion noir sur case blanche e6 · Dame blanche sur case noire f6 · Pion noir sur case blanche g6 · Pion noir sur case noire a5 · Pion blanc sur case noire e5 · haut droite sur case noire g5 · Pion noir sur case blanche h5 · Pion blanc sur case blanche a4 · Pion blanc sur case blanche c4 · Tour blanche sur case noire d4 · haut gauche sur case noire f4 · Pion blanc sur case noire h4 · Cavalier blanc sur case blanche f3 · haut gauche sur case noire g3 · Pion blanc sur case blanche c2 · Pion blanc sur case noire f2 · Pion blanc sur case blanche g2 · haut droite sur case noire h2 · Roi blanc sur case noire g1 | Tour noire sur case blanche e8 · Tour noire sur case noire f8 · Roi noir sur case blanche g8 · Fou noir sur case blanche b7 · Pion noir sur case noire c7 · Tour blanche sur case blanche d7 · Pion noir sur case blanche f7 · Pion noir sur case noire b6 · Dame noire sur case blanche c6 · Pion noir sur case blanche e6 · Dame blanche sur case noire f6 · Pion noir sur case blanche g6 · Pion noir sur case noire a5 · Pion blanc sur case noire e5 · haut droite sur case noire g5 · Pion noir sur case blanche h5 · Pion blanc sur case blanche a4 · Pion blanc sur case blanche c4 · Tour blanche sur case noire d4 · haut gauche sur case noire f4 · Pion blanc sur case noire h4 · Cavalier blanc sur case blanche f3 · haut gauche sur case noire g3 · Pion blanc sur case blanche c2 · Pion blanc sur case noire f2 · Pion blanc sur case blanche g2 · haut droite sur case noire h2 · Roi blanc sur case noire g1 | Tour noire sur case blanche e8 · Tour noire sur case noire f8 · Roi noir sur case blanche g8 · Fou noir sur case blanche b7 · Pion noir sur case noire c7 · Tour blanche sur case blanche d7 · Pion noir sur case blanche f7 · Pion noir sur case noire b6 · Dame noire sur case blanche c6 · Pion noir sur case blanche e6 · Dame blanche sur case noire f6 · Pion noir sur case blanche g6 · Pion noir sur case noire a5 · Pion blanc sur case noire e5 · haut droite sur case noire g5 · Pion noir sur case blanche h5 · Pion blanc sur case blanche a4 · Pion blanc sur case blanche c4 · Tour blanche sur case noire d4 · haut gauche sur case noire f4 · Pion blanc sur case noire h4 · Cavalier blanc sur case blanche f3 · haut gauche sur case noire g3 · Pion blanc sur case blanche c2 · Pion blanc sur case noire f2 · Pion blanc sur case blanche g2 · haut droite sur case noire h2 · Roi blanc sur case noire g1 | Tour noire sur case blanche e8 · Tour noire sur case noire f8 · Roi noir sur case blanche g8 · Fou noir sur case blanche b7 · Pion noir sur case noire c7 · Tour blanche sur case blanche d7 · Pion noir sur case blanche f7 · Pion noir sur case noire b6 · Dame noire sur case blanche c6 · Pion noir sur case blanche e6 · Dame blanche sur case noire f6 · Pion noir sur case blanche g6 · Pion noir sur case noire a5 · Pion blanc sur case noire e5 · haut droite sur case noire g5 · Pion noir sur case blanche h5 · Pion blanc sur case blanche a4 · Pion blanc sur case blanche c4 · Tour blanche sur case noire d4 · haut gauche sur case noire f4 · Pion blanc sur case noire h4 · Cavalier blanc sur case blanche f3 · haut gauche sur case noire g3 · Pion blanc sur case blanche c2 · Pion blanc sur case noire f2 · Pion blanc sur case blanche g2 · haut droite sur case noire h2 · Roi blanc sur case noire g1 | 8 |
| 7 | Tour noire sur case blanche e8 · Tour noire sur case noire f8 · Roi noir sur case blanche g8 · Fou noir sur case blanche b7 · Pion noir sur case noire c7 · Tour blanche sur case blanche d7 · Pion noir sur case blanche f7 · Pion noir sur case noire b6 · Dame noire sur case blanche c6 · Pion noir sur case blanche e6 · Dame blanche sur case noire f6 · Pion noir sur case blanche g6 · Pion noir sur case noire a5 · Pion blanc sur case noire e5 · haut droite sur case noire g5 · Pion noir sur case blanche h5 · Pion blanc sur case blanche a4 · Pion blanc sur case blanche c4 · Tour blanche sur case noire d4 · haut gauche sur case noire f4 · Pion blanc sur case noire h4 · Cavalier blanc sur case blanche f3 · haut gauche sur case noire g3 · Pion blanc sur case blanche c2 · Pion blanc sur case noire f2 · Pion blanc sur case blanche g2 · haut droite sur case noire h2 · Roi blanc sur case noire g1 | Tour noire sur case blanche e8 · Tour noire sur case noire f8 · Roi noir sur case blanche g8 · Fou noir sur case blanche b7 · Pion noir sur case noire c7 · Tour blanche sur case blanche d7 · Pion noir sur case blanche f7 · Pion noir sur case noire b6 · Dame noire sur case blanche c6 · Pion noir sur case blanche e6 · Dame blanche sur case noire f6 · Pion noir sur case blanche g6 · Pion noir sur case noire a5 · Pion blanc sur case noire e5 · haut droite sur case noire g5 · Pion noir sur case blanche h5 · Pion blanc sur case blanche a4 · Pion blanc sur case blanche c4 · Tour blanche sur case noire d4 · haut gauche sur case noire f4 · Pion blanc sur case noire h4 · Cavalier blanc sur case blanche f3 · haut gauche sur case noire g3 · Pion blanc sur case blanche c2 · Pion blanc sur case noire f2 · Pion blanc sur case blanche g2 · haut droite sur case noire h2 · Roi blanc sur case noire g1 | Tour noire sur case blanche e8 · Tour noire sur case noire f8 · Roi noir sur case blanche g8 · Fou noir sur case blanche b7 · Pion noir sur case noire c7 · Tour blanche sur case blanche d7 · Pion noir sur case blanche f7 · Pion noir sur case noire b6 · Dame noire sur case blanche c6 · Pion noir sur case blanche e6 · Dame blanche sur case noire f6 · Pion noir sur case blanche g6 · Pion noir sur case noire a5 · Pion blanc sur case noire e5 · haut droite sur case noire g5 · Pion noir sur case blanche h5 · Pion blanc sur case blanche a4 · Pion blanc sur case blanche c4 · Tour blanche sur case noire d4 · haut gauche sur case noire f4 · Pion blanc sur case noire h4 · Cavalier blanc sur case blanche f3 · haut gauche sur case noire g3 · Pion blanc sur case blanche c2 · Pion blanc sur case noire f2 · Pion blanc sur case blanche g2 · haut droite sur case noire h2 · Roi blanc sur case noire g1 | Tour noire sur case blanche e8 · Tour noire sur case noire f8 · Roi noir sur case blanche g8 · Fou noir sur case blanche b7 · Pion noir sur case noire c7 · Tour blanche sur case blanche d7 · Pion noir sur case blanche f7 · Pion noir sur case noire b6 · Dame noire sur case blanche c6 · Pion noir sur case blanche e6 · Dame blanche sur case noire f6 · Pion noir sur case blanche g6 · Pion noir sur case noire a5 · Pion blanc sur case noire e5 · haut droite sur case noire g5 · Pion noir sur case blanche h5 · Pion blanc sur case blanche a4 · Pion blanc sur case blanche c4 · Tour blanche sur case noire d4 · haut gauche sur case noire f4 · Pion blanc sur case noire h4 · Cavalier blanc sur case blanche f3 · haut gauche sur case noire g3 · Pion blanc sur case blanche c2 · Pion blanc sur case noire f2 · Pion blanc sur case blanche g2 · haut droite sur case noire h2 · Roi blanc sur case noire g1 | Tour noire sur case blanche e8 · Tour noire sur case noire f8 · Roi noir sur case blanche g8 · Fou noir sur case blanche b7 · Pion noir sur case noire c7 · Tour blanche sur case blanche d7 · Pion noir sur case blanche f7 · Pion noir sur case noire b6 · Dame noire sur case blanche c6 · Pion noir sur case blanche e6 · Dame blanche sur case noire f6 · Pion noir sur case blanche g6 · Pion noir sur case noire a5 · Pion blanc sur case noire e5 · haut droite sur case noire g5 · Pion noir sur case blanche h5 · Pion blanc sur case blanche a4 · Pion blanc sur case blanche c4 · Tour blanche sur case noire d4 · haut gauche sur case noire f4 · Pion blanc sur case noire h4 · Cavalier blanc sur case blanche f3 · haut gauche sur case noire g3 · Pion blanc sur case blanche c2 · Pion blanc sur case noire f2 · Pion blanc sur case blanche g2 · haut droite sur case noire h2 · Roi blanc sur case noire g1 | Tour noire sur case blanche e8 · Tour noire sur case noire f8 · Roi noir sur case blanche g8 · Fou noir sur case blanche b7 · Pion noir sur case noire c7 · Tour blanche sur case blanche d7 · Pion noir sur case blanche f7 · Pion noir sur case noire b6 · Dame noire sur case blanche c6 · Pion noir sur case blanche e6 · Dame blanche sur case noire f6 · Pion noir sur case blanche g6 · Pion noir sur case noire a5 · Pion blanc sur case noire e5 · haut droite sur case noire g5 · Pion noir sur case blanche h5 · Pion blanc sur case blanche a4 · Pion blanc sur case blanche c4 · Tour blanche sur case noire d4 · haut gauche sur case noire f4 · Pion blanc sur case noire h4 · Cavalier blanc sur case blanche f3 · haut gauche sur case noire g3 · Pion blanc sur case blanche c2 · Pion blanc sur case noire f2 · Pion blanc sur case blanche g2 · haut droite sur case noire h2 · Roi blanc sur case noire g1 | Tour noire sur case blanche e8 · Tour noire sur case noire f8 · Roi noir sur case blanche g8 · Fou noir sur case blanche b7 · Pion noir sur case noire c7 · Tour blanche sur case blanche d7 · Pion noir sur case blanche f7 · Pion noir sur case noire b6 · Dame noire sur case blanche c6 · Pion noir sur case blanche e6 · Dame blanche sur case noire f6 · Pion noir sur case blanche g6 · Pion noir sur case noire a5 · Pion blanc sur case noire e5 · haut droite sur case noire g5 · Pion noir sur case blanche h5 · Pion blanc sur case blanche a4 · Pion blanc sur case blanche c4 · Tour blanche sur case noire d4 · haut gauche sur case noire f4 · Pion blanc sur case noire h4 · Cavalier blanc sur case blanche f3 · haut gauche sur case noire g3 · Pion blanc sur case blanche c2 · Pion blanc sur case noire f2 · Pion blanc sur case blanche g2 · haut droite sur case noire h2 · Roi blanc sur case noire g1 | Tour noire sur case blanche e8 · Tour noire sur case noire f8 · Roi noir sur case blanche g8 · Fou noir sur case blanche b7 · Pion noir sur case noire c7 · Tour blanche sur case blanche d7 · Pion noir sur case blanche f7 · Pion noir sur case noire b6 · Dame noire sur case blanche c6 · Pion noir sur case blanche e6 · Dame blanche sur case noire f6 · Pion noir sur case blanche g6 · Pion noir sur case noire a5 · Pion blanc sur case noire e5 · haut droite sur case noire g5 · Pion noir sur case blanche h5 · Pion blanc sur case blanche a4 · Pion blanc sur case blanche c4 · Tour blanche sur case noire d4 · haut gauche sur case noire f4 · Pion blanc sur case noire h4 · Cavalier blanc sur case blanche f3 · haut gauche sur case noire g3 · Pion blanc sur case blanche c2 · Pion blanc sur case noire f2 · Pion blanc sur case blanche g2 · haut droite sur case noire h2 · Roi blanc sur case noire g1 | 7 |
| 6 | Tour noire sur case blanche e8 · Tour noire sur case noire f8 · Roi noir sur case blanche g8 · Fou noir sur case blanche b7 · Pion noir sur case noire c7 · Tour blanche sur case blanche d7 · Pion noir sur case blanche f7 · Pion noir sur case noire b6 · Dame noire sur case blanche c6 · Pion noir sur case blanche e6 · Dame blanche sur case noire f6 · Pion noir sur case blanche g6 · Pion noir sur case noire a5 · Pion blanc sur case noire e5 · haut droite sur case noire g5 · Pion noir sur case blanche h5 · Pion blanc sur case blanche a4 · Pion blanc sur case blanche c4 · Tour blanche sur case noire d4 · haut gauche sur case noire f4 · Pion blanc sur case noire h4 · Cavalier blanc sur case blanche f3 · haut gauche sur case noire g3 · Pion blanc sur case blanche c2 · Pion blanc sur case noire f2 · Pion blanc sur case blanche g2 · haut droite sur case noire h2 · Roi blanc sur case noire g1 | Tour noire sur case blanche e8 · Tour noire sur case noire f8 · Roi noir sur case blanche g8 · Fou noir sur case blanche b7 · Pion noir sur case noire c7 · Tour blanche sur case blanche d7 · Pion noir sur case blanche f7 · Pion noir sur case noire b6 · Dame noire sur case blanche c6 · Pion noir sur case blanche e6 · Dame blanche sur case noire f6 · Pion noir sur case blanche g6 · Pion noir sur case noire a5 · Pion blanc sur case noire e5 · haut droite sur case noire g5 · Pion noir sur case blanche h5 · Pion blanc sur case blanche a4 · Pion blanc sur case blanche c4 · Tour blanche sur case noire d4 · haut gauche sur case noire f4 · Pion blanc sur case noire h4 · Cavalier blanc sur case blanche f3 · haut gauche sur case noire g3 · Pion blanc sur case blanche c2 · Pion blanc sur case noire f2 · Pion blanc sur case blanche g2 · haut droite sur case noire h2 · Roi blanc sur case noire g1 | Tour noire sur case blanche e8 · Tour noire sur case noire f8 · Roi noir sur case blanche g8 · Fou noir sur case blanche b7 · Pion noir sur case noire c7 · Tour blanche sur case blanche d7 · Pion noir sur case blanche f7 · Pion noir sur case noire b6 · Dame noire sur case blanche c6 · Pion noir sur case blanche e6 · Dame blanche sur case noire f6 · Pion noir sur case blanche g6 · Pion noir sur case noire a5 · Pion blanc sur case noire e5 · haut droite sur case noire g5 · Pion noir sur case blanche h5 · Pion blanc sur case blanche a4 · Pion blanc sur case blanche c4 · Tour blanche sur case noire d4 · haut gauche sur case noire f4 · Pion blanc sur case noire h4 · Cavalier blanc sur case blanche f3 · haut gauche sur case noire g3 · Pion blanc sur case blanche c2 · Pion blanc sur case noire f2 · Pion blanc sur case blanche g2 · haut droite sur case noire h2 · Roi blanc sur case noire g1 | Tour noire sur case blanche e8 · Tour noire sur case noire f8 · Roi noir sur case blanche g8 · Fou noir sur case blanche b7 · Pion noir sur case noire c7 · Tour blanche sur case blanche d7 · Pion noir sur case blanche f7 · Pion noir sur case noire b6 · Dame noire sur case blanche c6 · Pion noir sur case blanche e6 · Dame blanche sur case noire f6 · Pion noir sur case blanche g6 · Pion noir sur case noire a5 · Pion blanc sur case noire e5 · haut droite sur case noire g5 · Pion noir sur case blanche h5 · Pion blanc sur case blanche a4 · Pion blanc sur case blanche c4 · Tour blanche sur case noire d4 · haut gauche sur case noire f4 · Pion blanc sur case noire h4 · Cavalier blanc sur case blanche f3 · haut gauche sur case noire g3 · Pion blanc sur case blanche c2 · Pion blanc sur case noire f2 · Pion blanc sur case blanche g2 · haut droite sur case noire h2 · Roi blanc sur case noire g1 | Tour noire sur case blanche e8 · Tour noire sur case noire f8 · Roi noir sur case blanche g8 · Fou noir sur case blanche b7 · Pion noir sur case noire c7 · Tour blanche sur case blanche d7 · Pion noir sur case blanche f7 · Pion noir sur case noire b6 · Dame noire sur case blanche c6 · Pion noir sur case blanche e6 · Dame blanche sur case noire f6 · Pion noir sur case blanche g6 · Pion noir sur case noire a5 · Pion blanc sur case noire e5 · haut droite sur case noire g5 · Pion noir sur case blanche h5 · Pion blanc sur case blanche a4 · Pion blanc sur case blanche c4 · Tour blanche sur case noire d4 · haut gauche sur case noire f4 · Pion blanc sur case noire h4 · Cavalier blanc sur case blanche f3 · haut gauche sur case noire g3 · Pion blanc sur case blanche c2 · Pion blanc sur case noire f2 · Pion blanc sur case blanche g2 · haut droite sur case noire h2 · Roi blanc sur case noire g1 | Tour noire sur case blanche e8 · Tour noire sur case noire f8 · Roi noir sur case blanche g8 · Fou noir sur case blanche b7 · Pion noir sur case noire c7 · Tour blanche sur case blanche d7 · Pion noir sur case blanche f7 · Pion noir sur case noire b6 · Dame noire sur case blanche c6 · Pion noir sur case blanche e6 · Dame blanche sur case noire f6 · Pion noir sur case blanche g6 · Pion noir sur case noire a5 · Pion blanc sur case noire e5 · haut droite sur case noire g5 · Pion noir sur case blanche h5 · Pion blanc sur case blanche a4 · Pion blanc sur case blanche c4 · Tour blanche sur case noire d4 · haut gauche sur case noire f4 · Pion blanc sur case noire h4 · Cavalier blanc sur case blanche f3 · haut gauche sur case noire g3 · Pion blanc sur case blanche c2 · Pion blanc sur case noire f2 · Pion blanc sur case blanche g2 · haut droite sur case noire h2 · Roi blanc sur case noire g1 | Tour noire sur case blanche e8 · Tour noire sur case noire f8 · Roi noir sur case blanche g8 · Fou noir sur case blanche b7 · Pion noir sur case noire c7 · Tour blanche sur case blanche d7 · Pion noir sur case blanche f7 · Pion noir sur case noire b6 · Dame noire sur case blanche c6 · Pion noir sur case blanche e6 · Dame blanche sur case noire f6 · Pion noir sur case blanche g6 · Pion noir sur case noire a5 · Pion blanc sur case noire e5 · haut droite sur case noire g5 · Pion noir sur case blanche h5 · Pion blanc sur case blanche a4 · Pion blanc sur case blanche c4 · Tour blanche sur case noire d4 · haut gauche sur case noire f4 · Pion blanc sur case noire h4 · Cavalier blanc sur case blanche f3 · haut gauche sur case noire g3 · Pion blanc sur case blanche c2 · Pion blanc sur case noire f2 · Pion blanc sur case blanche g2 · haut droite sur case noire h2 · Roi blanc sur case noire g1 | Tour noire sur case blanche e8 · Tour noire sur case noire f8 · Roi noir sur case blanche g8 · Fou noir sur case blanche b7 · Pion noir sur case noire c7 · Tour blanche sur case blanche d7 · Pion noir sur case blanche f7 · Pion noir sur case noire b6 · Dame noire sur case blanche c6 · Pion noir sur case blanche e6 · Dame blanche sur case noire f6 · Pion noir sur case blanche g6 · Pion noir sur case noire a5 · Pion blanc sur case noire e5 · haut droite sur case noire g5 · Pion noir sur case blanche h5 · Pion blanc sur case blanche a4 · Pion blanc sur case blanche c4 · Tour blanche sur case noire d4 · haut gauche sur case noire f4 · Pion blanc sur case noire h4 · Cavalier blanc sur case blanche f3 · haut gauche sur case noire g3 · Pion blanc sur case blanche c2 · Pion blanc sur case noire f2 · Pion blanc sur case blanche g2 · haut droite sur case noire h2 · Roi blanc sur case noire g1 | 6 |
| 5 | Tour noire sur case blanche e8 · Tour noire sur case noire f8 · Roi noir sur case blanche g8 · Fou noir sur case blanche b7 · Pion noir sur case noire c7 · Tour blanche sur case blanche d7 · Pion noir sur case blanche f7 · Pion noir sur case noire b6 · Dame noire sur case blanche c6 · Pion noir sur case blanche e6 · Dame blanche sur case noire f6 · Pion noir sur case blanche g6 · Pion noir sur case noire a5 · Pion blanc sur case noire e5 · haut droite sur case noire g5 · Pion noir sur case blanche h5 · Pion blanc sur case blanche a4 · Pion blanc sur case blanche c4 · Tour blanche sur case noire d4 · haut gauche sur case noire f4 · Pion blanc sur case noire h4 · Cavalier blanc sur case blanche f3 · haut gauche sur case noire g3 · Pion blanc sur case blanche c2 · Pion blanc sur case noire f2 · Pion blanc sur case blanche g2 · haut droite sur case noire h2 · Roi blanc sur case noire g1 | Tour noire sur case blanche e8 · Tour noire sur case noire f8 · Roi noir sur case blanche g8 · Fou noir sur case blanche b7 · Pion noir sur case noire c7 · Tour blanche sur case blanche d7 · Pion noir sur case blanche f7 · Pion noir sur case noire b6 · Dame noire sur case blanche c6 · Pion noir sur case blanche e6 · Dame blanche sur case noire f6 · Pion noir sur case blanche g6 · Pion noir sur case noire a5 · Pion blanc sur case noire e5 · haut droite sur case noire g5 · Pion noir sur case blanche h5 · Pion blanc sur case blanche a4 · Pion blanc sur case blanche c4 · Tour blanche sur case noire d4 · haut gauche sur case noire f4 · Pion blanc sur case noire h4 · Cavalier blanc sur case blanche f3 · haut gauche sur case noire g3 · Pion blanc sur case blanche c2 · Pion blanc sur case noire f2 · Pion blanc sur case blanche g2 · haut droite sur case noire h2 · Roi blanc sur case noire g1 | Tour noire sur case blanche e8 · Tour noire sur case noire f8 · Roi noir sur case blanche g8 · Fou noir sur case blanche b7 · Pion noir sur case noire c7 · Tour blanche sur case blanche d7 · Pion noir sur case blanche f7 · Pion noir sur case noire b6 · Dame noire sur case blanche c6 · Pion noir sur case blanche e6 · Dame blanche sur case noire f6 · Pion noir sur case blanche g6 · Pion noir sur case noire a5 · Pion blanc sur case noire e5 · haut droite sur case noire g5 · Pion noir sur case blanche h5 · Pion blanc sur case blanche a4 · Pion blanc sur case blanche c4 · Tour blanche sur case noire d4 · haut gauche sur case noire f4 · Pion blanc sur case noire h4 · Cavalier blanc sur case blanche f3 · haut gauche sur case noire g3 · Pion blanc sur case blanche c2 · Pion blanc sur case noire f2 · Pion blanc sur case blanche g2 · haut droite sur case noire h2 · Roi blanc sur case noire g1 | Tour noire sur case blanche e8 · Tour noire sur case noire f8 · Roi noir sur case blanche g8 · Fou noir sur case blanche b7 · Pion noir sur case noire c7 · Tour blanche sur case blanche d7 · Pion noir sur case blanche f7 · Pion noir sur case noire b6 · Dame noire sur case blanche c6 · Pion noir sur case blanche e6 · Dame blanche sur case noire f6 · Pion noir sur case blanche g6 · Pion noir sur case noire a5 · Pion blanc sur case noire e5 · haut droite sur case noire g5 · Pion noir sur case blanche h5 · Pion blanc sur case blanche a4 · Pion blanc sur case blanche c4 · Tour blanche sur case noire d4 · haut gauche sur case noire f4 · Pion blanc sur case noire h4 · Cavalier blanc sur case blanche f3 · haut gauche sur case noire g3 · Pion blanc sur case blanche c2 · Pion blanc sur case noire f2 · Pion blanc sur case blanche g2 · haut droite sur case noire h2 · Roi blanc sur case noire g1 | Tour noire sur case blanche e8 · Tour noire sur case noire f8 · Roi noir sur case blanche g8 · Fou noir sur case blanche b7 · Pion noir sur case noire c7 · Tour blanche sur case blanche d7 · Pion noir sur case blanche f7 · Pion noir sur case noire b6 · Dame noire sur case blanche c6 · Pion noir sur case blanche e6 · Dame blanche sur case noire f6 · Pion noir sur case blanche g6 · Pion noir sur case noire a5 · Pion blanc sur case noire e5 · haut droite sur case noire g5 · Pion noir sur case blanche h5 · Pion blanc sur case blanche a4 · Pion blanc sur case blanche c4 · Tour blanche sur case noire d4 · haut gauche sur case noire f4 · Pion blanc sur case noire h4 · Cavalier blanc sur case blanche f3 · haut gauche sur case noire g3 · Pion blanc sur case blanche c2 · Pion blanc sur case noire f2 · Pion blanc sur case blanche g2 · haut droite sur case noire h2 · Roi blanc sur case noire g1 | Tour noire sur case blanche e8 · Tour noire sur case noire f8 · Roi noir sur case blanche g8 · Fou noir sur case blanche b7 · Pion noir sur case noire c7 · Tour blanche sur case blanche d7 · Pion noir sur case blanche f7 · Pion noir sur case noire b6 · Dame noire sur case blanche c6 · Pion noir sur case blanche e6 · Dame blanche sur case noire f6 · Pion noir sur case blanche g6 · Pion noir sur case noire a5 · Pion blanc sur case noire e5 · haut droite sur case noire g5 · Pion noir sur case blanche h5 · Pion blanc sur case blanche a4 · Pion blanc sur case blanche c4 · Tour blanche sur case noire d4 · haut gauche sur case noire f4 · Pion blanc sur case noire h4 · Cavalier blanc sur case blanche f3 · haut gauche sur case noire g3 · Pion blanc sur case blanche c2 · Pion blanc sur case noire f2 · Pion blanc sur case blanche g2 · haut droite sur case noire h2 · Roi blanc sur case noire g1 | Tour noire sur case blanche e8 · Tour noire sur case noire f8 · Roi noir sur case blanche g8 · Fou noir sur case blanche b7 · Pion noir sur case noire c7 · Tour blanche sur case blanche d7 · Pion noir sur case blanche f7 · Pion noir sur case noire b6 · Dame noire sur case blanche c6 · Pion noir sur case blanche e6 · Dame blanche sur case noire f6 · Pion noir sur case blanche g6 · Pion noir sur case noire a5 · Pion blanc sur case noire e5 · haut droite sur case noire g5 · Pion noir sur case blanche h5 · Pion blanc sur case blanche a4 · Pion blanc sur case blanche c4 · Tour blanche sur case noire d4 · haut gauche sur case noire f4 · Pion blanc sur case noire h4 · Cavalier blanc sur case blanche f3 · haut gauche sur case noire g3 · Pion blanc sur case blanche c2 · Pion blanc sur case noire f2 · Pion blanc sur case blanche g2 · haut droite sur case noire h2 · Roi blanc sur case noire g1 | Tour noire sur case blanche e8 · Tour noire sur case noire f8 · Roi noir sur case blanche g8 · Fou noir sur case blanche b7 · Pion noir sur case noire c7 · Tour blanche sur case blanche d7 · Pion noir sur case blanche f7 · Pion noir sur case noire b6 · Dame noire sur case blanche c6 · Pion noir sur case blanche e6 · Dame blanche sur case noire f6 · Pion noir sur case blanche g6 · Pion noir sur case noire a5 · Pion blanc sur case noire e5 · haut droite sur case noire g5 · Pion noir sur case blanche h5 · Pion blanc sur case blanche a4 · Pion blanc sur case blanche c4 · Tour blanche sur case noire d4 · haut gauche sur case noire f4 · Pion blanc sur case noire h4 · Cavalier blanc sur case blanche f3 · haut gauche sur case noire g3 · Pion blanc sur case blanche c2 · Pion blanc sur case noire f2 · Pion blanc sur case blanche g2 · haut droite sur case noire h2 · Roi blanc sur case noire g1 | 5 |
| 4 | Tour noire sur case blanche e8 · Tour noire sur case noire f8 · Roi noir sur case blanche g8 · Fou noir sur case blanche b7 · Pion noir sur case noire c7 · Tour blanche sur case blanche d7 · Pion noir sur case blanche f7 · Pion noir sur case noire b6 · Dame noire sur case blanche c6 · Pion noir sur case blanche e6 · Dame blanche sur case noire f6 · Pion noir sur case blanche g6 · Pion noir sur case noire a5 · Pion blanc sur case noire e5 · haut droite sur case noire g5 · Pion noir sur case blanche h5 · Pion blanc sur case blanche a4 · Pion blanc sur case blanche c4 · Tour blanche sur case noire d4 · haut gauche sur case noire f4 · Pion blanc sur case noire h4 · Cavalier blanc sur case blanche f3 · haut gauche sur case noire g3 · Pion blanc sur case blanche c2 · Pion blanc sur case noire f2 · Pion blanc sur case blanche g2 · haut droite sur case noire h2 · Roi blanc sur case noire g1 | Tour noire sur case blanche e8 · Tour noire sur case noire f8 · Roi noir sur case blanche g8 · Fou noir sur case blanche b7 · Pion noir sur case noire c7 · Tour blanche sur case blanche d7 · Pion noir sur case blanche f7 · Pion noir sur case noire b6 · Dame noire sur case blanche c6 · Pion noir sur case blanche e6 · Dame blanche sur case noire f6 · Pion noir sur case blanche g6 · Pion noir sur case noire a5 · Pion blanc sur case noire e5 · haut droite sur case noire g5 · Pion noir sur case blanche h5 · Pion blanc sur case blanche a4 · Pion blanc sur case blanche c4 · Tour blanche sur case noire d4 · haut gauche sur case noire f4 · Pion blanc sur case noire h4 · Cavalier blanc sur case blanche f3 · haut gauche sur case noire g3 · Pion blanc sur case blanche c2 · Pion blanc sur case noire f2 · Pion blanc sur case blanche g2 · haut droite sur case noire h2 · Roi blanc sur case noire g1 | Tour noire sur case blanche e8 · Tour noire sur case noire f8 · Roi noir sur case blanche g8 · Fou noir sur case blanche b7 · Pion noir sur case noire c7 · Tour blanche sur case blanche d7 · Pion noir sur case blanche f7 · Pion noir sur case noire b6 · Dame noire sur case blanche c6 · Pion noir sur case blanche e6 · Dame blanche sur case noire f6 · Pion noir sur case blanche g6 · Pion noir sur case noire a5 · Pion blanc sur case noire e5 · haut droite sur case noire g5 · Pion noir sur case blanche h5 · Pion blanc sur case blanche a4 · Pion blanc sur case blanche c4 · Tour blanche sur case noire d4 · haut gauche sur case noire f4 · Pion blanc sur case noire h4 · Cavalier blanc sur case blanche f3 · haut gauche sur case noire g3 · Pion blanc sur case blanche c2 · Pion blanc sur case noire f2 · Pion blanc sur case blanche g2 · haut droite sur case noire h2 · Roi blanc sur case noire g1 | Tour noire sur case blanche e8 · Tour noire sur case noire f8 · Roi noir sur case blanche g8 · Fou noir sur case blanche b7 · Pion noir sur case noire c7 · Tour blanche sur case blanche d7 · Pion noir sur case blanche f7 · Pion noir sur case noire b6 · Dame noire sur case blanche c6 · Pion noir sur case blanche e6 · Dame blanche sur case noire f6 · Pion noir sur case blanche g6 · Pion noir sur case noire a5 · Pion blanc sur case noire e5 · haut droite sur case noire g5 · Pion noir sur case blanche h5 · Pion blanc sur case blanche a4 · Pion blanc sur case blanche c4 · Tour blanche sur case noire d4 · haut gauche sur case noire f4 · Pion blanc sur case noire h4 · Cavalier blanc sur case blanche f3 · haut gauche sur case noire g3 · Pion blanc sur case blanche c2 · Pion blanc sur case noire f2 · Pion blanc sur case blanche g2 · haut droite sur case noire h2 · Roi blanc sur case noire g1 | Tour noire sur case blanche e8 · Tour noire sur case noire f8 · Roi noir sur case blanche g8 · Fou noir sur case blanche b7 · Pion noir sur case noire c7 · Tour blanche sur case blanche d7 · Pion noir sur case blanche f7 · Pion noir sur case noire b6 · Dame noire sur case blanche c6 · Pion noir sur case blanche e6 · Dame blanche sur case noire f6 · Pion noir sur case blanche g6 · Pion noir sur case noire a5 · Pion blanc sur case noire e5 · haut droite sur case noire g5 · Pion noir sur case blanche h5 · Pion blanc sur case blanche a4 · Pion blanc sur case blanche c4 · Tour blanche sur case noire d4 · haut gauche sur case noire f4 · Pion blanc sur case noire h4 · Cavalier blanc sur case blanche f3 · haut gauche sur case noire g3 · Pion blanc sur case blanche c2 · Pion blanc sur case noire f2 · Pion blanc sur case blanche g2 · haut droite sur case noire h2 · Roi blanc sur case noire g1 | Tour noire sur case blanche e8 · Tour noire sur case noire f8 · Roi noir sur case blanche g8 · Fou noir sur case blanche b7 · Pion noir sur case noire c7 · Tour blanche sur case blanche d7 · Pion noir sur case blanche f7 · Pion noir sur case noire b6 · Dame noire sur case blanche c6 · Pion noir sur case blanche e6 · Dame blanche sur case noire f6 · Pion noir sur case blanche g6 · Pion noir sur case noire a5 · Pion blanc sur case noire e5 · haut droite sur case noire g5 · Pion noir sur case blanche h5 · Pion blanc sur case blanche a4 · Pion blanc sur case blanche c4 · Tour blanche sur case noire d4 · haut gauche sur case noire f4 · Pion blanc sur case noire h4 · Cavalier blanc sur case blanche f3 · haut gauche sur case noire g3 · Pion blanc sur case blanche c2 · Pion blanc sur case noire f2 · Pion blanc sur case blanche g2 · haut droite sur case noire h2 · Roi blanc sur case noire g1 | Tour noire sur case blanche e8 · Tour noire sur case noire f8 · Roi noir sur case blanche g8 · Fou noir sur case blanche b7 · Pion noir sur case noire c7 · Tour blanche sur case blanche d7 · Pion noir sur case blanche f7 · Pion noir sur case noire b6 · Dame noire sur case blanche c6 · Pion noir sur case blanche e6 · Dame blanche sur case noire f6 · Pion noir sur case blanche g6 · Pion noir sur case noire a5 · Pion blanc sur case noire e5 · haut droite sur case noire g5 · Pion noir sur case blanche h5 · Pion blanc sur case blanche a4 · Pion blanc sur case blanche c4 · Tour blanche sur case noire d4 · haut gauche sur case noire f4 · Pion blanc sur case noire h4 · Cavalier blanc sur case blanche f3 · haut gauche sur case noire g3 · Pion blanc sur case blanche c2 · Pion blanc sur case noire f2 · Pion blanc sur case blanche g2 · haut droite sur case noire h2 · Roi blanc sur case noire g1 | Tour noire sur case blanche e8 · Tour noire sur case noire f8 · Roi noir sur case blanche g8 · Fou noir sur case blanche b7 · Pion noir sur case noire c7 · Tour blanche sur case blanche d7 · Pion noir sur case blanche f7 · Pion noir sur case noire b6 · Dame noire sur case blanche c6 · Pion noir sur case blanche e6 · Dame blanche sur case noire f6 · Pion noir sur case blanche g6 · Pion noir sur case noire a5 · Pion blanc sur case noire e5 · haut droite sur case noire g5 · Pion noir sur case blanche h5 · Pion blanc sur case blanche a4 · Pion blanc sur case blanche c4 · Tour blanche sur case noire d4 · haut gauche sur case noire f4 · Pion blanc sur case noire h4 · Cavalier blanc sur case blanche f3 · haut gauche sur case noire g3 · Pion blanc sur case blanche c2 · Pion blanc sur case noire f2 · Pion blanc sur case blanche g2 · haut droite sur case noire h2 · Roi blanc sur case noire g1 | 4 |
| 3 | Tour noire sur case blanche e8 · Tour noire sur case noire f8 · Roi noir sur case blanche g8 · Fou noir sur case blanche b7 · Pion noir sur case noire c7 · Tour blanche sur case blanche d7 · Pion noir sur case blanche f7 · Pion noir sur case noire b6 · Dame noire sur case blanche c6 · Pion noir sur case blanche e6 · Dame blanche sur case noire f6 · Pion noir sur case blanche g6 · Pion noir sur case noire a5 · Pion blanc sur case noire e5 · haut droite sur case noire g5 · Pion noir sur case blanche h5 · Pion blanc sur case blanche a4 · Pion blanc sur case blanche c4 · Tour blanche sur case noire d4 · haut gauche sur case noire f4 · Pion blanc sur case noire h4 · Cavalier blanc sur case blanche f3 · haut gauche sur case noire g3 · Pion blanc sur case blanche c2 · Pion blanc sur case noire f2 · Pion blanc sur case blanche g2 · haut droite sur case noire h2 · Roi blanc sur case noire g1 | Tour noire sur case blanche e8 · Tour noire sur case noire f8 · Roi noir sur case blanche g8 · Fou noir sur case blanche b7 · Pion noir sur case noire c7 · Tour blanche sur case blanche d7 · Pion noir sur case blanche f7 · Pion noir sur case noire b6 · Dame noire sur case blanche c6 · Pion noir sur case blanche e6 · Dame blanche sur case noire f6 · Pion noir sur case blanche g6 · Pion noir sur case noire a5 · Pion blanc sur case noire e5 · haut droite sur case noire g5 · Pion noir sur case blanche h5 · Pion blanc sur case blanche a4 · Pion blanc sur case blanche c4 · Tour blanche sur case noire d4 · haut gauche sur case noire f4 · Pion blanc sur case noire h4 · Cavalier blanc sur case blanche f3 · haut gauche sur case noire g3 · Pion blanc sur case blanche c2 · Pion blanc sur case noire f2 · Pion blanc sur case blanche g2 · haut droite sur case noire h2 · Roi blanc sur case noire g1 | Tour noire sur case blanche e8 · Tour noire sur case noire f8 · Roi noir sur case blanche g8 · Fou noir sur case blanche b7 · Pion noir sur case noire c7 · Tour blanche sur case blanche d7 · Pion noir sur case blanche f7 · Pion noir sur case noire b6 · Dame noire sur case blanche c6 · Pion noir sur case blanche e6 · Dame blanche sur case noire f6 · Pion noir sur case blanche g6 · Pion noir sur case noire a5 · Pion blanc sur case noire e5 · haut droite sur case noire g5 · Pion noir sur case blanche h5 · Pion blanc sur case blanche a4 · Pion blanc sur case blanche c4 · Tour blanche sur case noire d4 · haut gauche sur case noire f4 · Pion blanc sur case noire h4 · Cavalier blanc sur case blanche f3 · haut gauche sur case noire g3 · Pion blanc sur case blanche c2 · Pion blanc sur case noire f2 · Pion blanc sur case blanche g2 · haut droite sur case noire h2 · Roi blanc sur case noire g1 | Tour noire sur case blanche e8 · Tour noire sur case noire f8 · Roi noir sur case blanche g8 · Fou noir sur case blanche b7 · Pion noir sur case noire c7 · Tour blanche sur case blanche d7 · Pion noir sur case blanche f7 · Pion noir sur case noire b6 · Dame noire sur case blanche c6 · Pion noir sur case blanche e6 · Dame blanche sur case noire f6 · Pion noir sur case blanche g6 · Pion noir sur case noire a5 · Pion blanc sur case noire e5 · haut droite sur case noire g5 · Pion noir sur case blanche h5 · Pion blanc sur case blanche a4 · Pion blanc sur case blanche c4 · Tour blanche sur case noire d4 · haut gauche sur case noire f4 · Pion blanc sur case noire h4 · Cavalier blanc sur case blanche f3 · haut gauche sur case noire g3 · Pion blanc sur case blanche c2 · Pion blanc sur case noire f2 · Pion blanc sur case blanche g2 · haut droite sur case noire h2 · Roi blanc sur case noire g1 | Tour noire sur case blanche e8 · Tour noire sur case noire f8 · Roi noir sur case blanche g8 · Fou noir sur case blanche b7 · Pion noir sur case noire c7 · Tour blanche sur case blanche d7 · Pion noir sur case blanche f7 · Pion noir sur case noire b6 · Dame noire sur case blanche c6 · Pion noir sur case blanche e6 · Dame blanche sur case noire f6 · Pion noir sur case blanche g6 · Pion noir sur case noire a5 · Pion blanc sur case noire e5 · haut droite sur case noire g5 · Pion noir sur case blanche h5 · Pion blanc sur case blanche a4 · Pion blanc sur case blanche c4 · Tour blanche sur case noire d4 · haut gauche sur case noire f4 · Pion blanc sur case noire h4 · Cavalier blanc sur case blanche f3 · haut gauche sur case noire g3 · Pion blanc sur case blanche c2 · Pion blanc sur case noire f2 · Pion blanc sur case blanche g2 · haut droite sur case noire h2 · Roi blanc sur case noire g1 | Tour noire sur case blanche e8 · Tour noire sur case noire f8 · Roi noir sur case blanche g8 · Fou noir sur case blanche b7 · Pion noir sur case noire c7 · Tour blanche sur case blanche d7 · Pion noir sur case blanche f7 · Pion noir sur case noire b6 · Dame noire sur case blanche c6 · Pion noir sur case blanche e6 · Dame blanche sur case noire f6 · Pion noir sur case blanche g6 · Pion noir sur case noire a5 · Pion blanc sur case noire e5 · haut droite sur case noire g5 · Pion noir sur case blanche h5 · Pion blanc sur case blanche a4 · Pion blanc sur case blanche c4 · Tour blanche sur case noire d4 · haut gauche sur case noire f4 · Pion blanc sur case noire h4 · Cavalier blanc sur case blanche f3 · haut gauche sur case noire g3 · Pion blanc sur case blanche c2 · Pion blanc sur case noire f2 · Pion blanc sur case blanche g2 · haut droite sur case noire h2 · Roi blanc sur case noire g1 | Tour noire sur case blanche e8 · Tour noire sur case noire f8 · Roi noir sur case blanche g8 · Fou noir sur case blanche b7 · Pion noir sur case noire c7 · Tour blanche sur case blanche d7 · Pion noir sur case blanche f7 · Pion noir sur case noire b6 · Dame noire sur case blanche c6 · Pion noir sur case blanche e6 · Dame blanche sur case noire f6 · Pion noir sur case blanche g6 · Pion noir sur case noire a5 · Pion blanc sur case noire e5 · haut droite sur case noire g5 · Pion noir sur case blanche h5 · Pion blanc sur case blanche a4 · Pion blanc sur case blanche c4 · Tour blanche sur case noire d4 · haut gauche sur case noire f4 · Pion blanc sur case noire h4 · Cavalier blanc sur case blanche f3 · haut gauche sur case noire g3 · Pion blanc sur case blanche c2 · Pion blanc sur case noire f2 · Pion blanc sur case blanche g2 · haut droite sur case noire h2 · Roi blanc sur case noire g1 | Tour noire sur case blanche e8 · Tour noire sur case noire f8 · Roi noir sur case blanche g8 · Fou noir sur case blanche b7 · Pion noir sur case noire c7 · Tour blanche sur case blanche d7 · Pion noir sur case blanche f7 · Pion noir sur case noire b6 · Dame noire sur case blanche c6 · Pion noir sur case blanche e6 · Dame blanche sur case noire f6 · Pion noir sur case blanche g6 · Pion noir sur case noire a5 · Pion blanc sur case noire e5 · haut droite sur case noire g5 · Pion noir sur case blanche h5 · Pion blanc sur case blanche a4 · Pion blanc sur case blanche c4 · Tour blanche sur case noire d4 · haut gauche sur case noire f4 · Pion blanc sur case noire h4 · Cavalier blanc sur case blanche f3 · haut gauche sur case noire g3 · Pion blanc sur case blanche c2 · Pion blanc sur case noire f2 · Pion blanc sur case blanche g2 · haut droite sur case noire h2 · Roi blanc sur case noire g1 | 3 |
| 2 | Tour noire sur case blanche e8 · Tour noire sur case noire f8 · Roi noir sur case blanche g8 · Fou noir sur case blanche b7 · Pion noir sur case noire c7 · Tour blanche sur case blanche d7 · Pion noir sur case blanche f7 · Pion noir sur case noire b6 · Dame noire sur case blanche c6 · Pion noir sur case blanche e6 · Dame blanche sur case noire f6 · Pion noir sur case blanche g6 · Pion noir sur case noire a5 · Pion blanc sur case noire e5 · haut droite sur case noire g5 · Pion noir sur case blanche h5 · Pion blanc sur case blanche a4 · Pion blanc sur case blanche c4 · Tour blanche sur case noire d4 · haut gauche sur case noire f4 · Pion blanc sur case noire h4 · Cavalier blanc sur case blanche f3 · haut gauche sur case noire g3 · Pion blanc sur case blanche c2 · Pion blanc sur case noire f2 · Pion blanc sur case blanche g2 · haut droite sur case noire h2 · Roi blanc sur case noire g1 | Tour noire sur case blanche e8 · Tour noire sur case noire f8 · Roi noir sur case blanche g8 · Fou noir sur case blanche b7 · Pion noir sur case noire c7 · Tour blanche sur case blanche d7 · Pion noir sur case blanche f7 · Pion noir sur case noire b6 · Dame noire sur case blanche c6 · Pion noir sur case blanche e6 · Dame blanche sur case noire f6 · Pion noir sur case blanche g6 · Pion noir sur case noire a5 · Pion blanc sur case noire e5 · haut droite sur case noire g5 · Pion noir sur case blanche h5 · Pion blanc sur case blanche a4 · Pion blanc sur case blanche c4 · Tour blanche sur case noire d4 · haut gauche sur case noire f4 · Pion blanc sur case noire h4 · Cavalier blanc sur case blanche f3 · haut gauche sur case noire g3 · Pion blanc sur case blanche c2 · Pion blanc sur case noire f2 · Pion blanc sur case blanche g2 · haut droite sur case noire h2 · Roi blanc sur case noire g1 | Tour noire sur case blanche e8 · Tour noire sur case noire f8 · Roi noir sur case blanche g8 · Fou noir sur case blanche b7 · Pion noir sur case noire c7 · Tour blanche sur case blanche d7 · Pion noir sur case blanche f7 · Pion noir sur case noire b6 · Dame noire sur case blanche c6 · Pion noir sur case blanche e6 · Dame blanche sur case noire f6 · Pion noir sur case blanche g6 · Pion noir sur case noire a5 · Pion blanc sur case noire e5 · haut droite sur case noire g5 · Pion noir sur case blanche h5 · Pion blanc sur case blanche a4 · Pion blanc sur case blanche c4 · Tour blanche sur case noire d4 · haut gauche sur case noire f4 · Pion blanc sur case noire h4 · Cavalier blanc sur case blanche f3 · haut gauche sur case noire g3 · Pion blanc sur case blanche c2 · Pion blanc sur case noire f2 · Pion blanc sur case blanche g2 · haut droite sur case noire h2 · Roi blanc sur case noire g1 | Tour noire sur case blanche e8 · Tour noire sur case noire f8 · Roi noir sur case blanche g8 · Fou noir sur case blanche b7 · Pion noir sur case noire c7 · Tour blanche sur case blanche d7 · Pion noir sur case blanche f7 · Pion noir sur case noire b6 · Dame noire sur case blanche c6 · Pion noir sur case blanche e6 · Dame blanche sur case noire f6 · Pion noir sur case blanche g6 · Pion noir sur case noire a5 · Pion blanc sur case noire e5 · haut droite sur case noire g5 · Pion noir sur case blanche h5 · Pion blanc sur case blanche a4 · Pion blanc sur case blanche c4 · Tour blanche sur case noire d4 · haut gauche sur case noire f4 · Pion blanc sur case noire h4 · Cavalier blanc sur case blanche f3 · haut gauche sur case noire g3 · Pion blanc sur case blanche c2 · Pion blanc sur case noire f2 · Pion blanc sur case blanche g2 · haut droite sur case noire h2 · Roi blanc sur case noire g1 | Tour noire sur case blanche e8 · Tour noire sur case noire f8 · Roi noir sur case blanche g8 · Fou noir sur case blanche b7 · Pion noir sur case noire c7 · Tour blanche sur case blanche d7 · Pion noir sur case blanche f7 · Pion noir sur case noire b6 · Dame noire sur case blanche c6 · Pion noir sur case blanche e6 · Dame blanche sur case noire f6 · Pion noir sur case blanche g6 · Pion noir sur case noire a5 · Pion blanc sur case noire e5 · haut droite sur case noire g5 · Pion noir sur case blanche h5 · Pion blanc sur case blanche a4 · Pion blanc sur case blanche c4 · Tour blanche sur case noire d4 · haut gauche sur case noire f4 · Pion blanc sur case noire h4 · Cavalier blanc sur case blanche f3 · haut gauche sur case noire g3 · Pion blanc sur case blanche c2 · Pion blanc sur case noire f2 · Pion blanc sur case blanche g2 · haut droite sur case noire h2 · Roi blanc sur case noire g1 | Tour noire sur case blanche e8 · Tour noire sur case noire f8 · Roi noir sur case blanche g8 · Fou noir sur case blanche b7 · Pion noir sur case noire c7 · Tour blanche sur case blanche d7 · Pion noir sur case blanche f7 · Pion noir sur case noire b6 · Dame noire sur case blanche c6 · Pion noir sur case blanche e6 · Dame blanche sur case noire f6 · Pion noir sur case blanche g6 · Pion noir sur case noire a5 · Pion blanc sur case noire e5 · haut droite sur case noire g5 · Pion noir sur case blanche h5 · Pion blanc sur case blanche a4 · Pion blanc sur case blanche c4 · Tour blanche sur case noire d4 · haut gauche sur case noire f4 · Pion blanc sur case noire h4 · Cavalier blanc sur case blanche f3 · haut gauche sur case noire g3 · Pion blanc sur case blanche c2 · Pion blanc sur case noire f2 · Pion blanc sur case blanche g2 · haut droite sur case noire h2 · Roi blanc sur case noire g1 | Tour noire sur case blanche e8 · Tour noire sur case noire f8 · Roi noir sur case blanche g8 · Fou noir sur case blanche b7 · Pion noir sur case noire c7 · Tour blanche sur case blanche d7 · Pion noir sur case blanche f7 · Pion noir sur case noire b6 · Dame noire sur case blanche c6 · Pion noir sur case blanche e6 · Dame blanche sur case noire f6 · Pion noir sur case blanche g6 · Pion noir sur case noire a5 · Pion blanc sur case noire e5 · haut droite sur case noire g5 · Pion noir sur case blanche h5 · Pion blanc sur case blanche a4 · Pion blanc sur case blanche c4 · Tour blanche sur case noire d4 · haut gauche sur case noire f4 · Pion blanc sur case noire h4 · Cavalier blanc sur case blanche f3 · haut gauche sur case noire g3 · Pion blanc sur case blanche c2 · Pion blanc sur case noire f2 · Pion blanc sur case blanche g2 · haut droite sur case noire h2 · Roi blanc sur case noire g1 | Tour noire sur case blanche e8 · Tour noire sur case noire f8 · Roi noir sur case blanche g8 · Fou noir sur case blanche b7 · Pion noir sur case noire c7 · Tour blanche sur case blanche d7 · Pion noir sur case blanche f7 · Pion noir sur case noire b6 · Dame noire sur case blanche c6 · Pion noir sur case blanche e6 · Dame blanche sur case noire f6 · Pion noir sur case blanche g6 · Pion noir sur case noire a5 · Pion blanc sur case noire e5 · haut droite sur case noire g5 · Pion noir sur case blanche h5 · Pion blanc sur case blanche a4 · Pion blanc sur case blanche c4 · Tour blanche sur case noire d4 · haut gauche sur case noire f4 · Pion blanc sur case noire h4 · Cavalier blanc sur case blanche f3 · haut gauche sur case noire g3 · Pion blanc sur case blanche c2 · Pion blanc sur case noire f2 · Pion blanc sur case blanche g2 · haut droite sur case noire h2 · Roi blanc sur case noire g1 | 2 |
| 1 | Tour noire sur case blanche e8 · Tour noire sur case noire f8 · Roi noir sur case blanche g8 · Fou noir sur case blanche b7 · Pion noir sur case noire c7 · Tour blanche sur case blanche d7 · Pion noir sur case blanche f7 · Pion noir sur case noire b6 · Dame noire sur case blanche c6 · Pion noir sur case blanche e6 · Dame blanche sur case noire f6 · Pion noir sur case blanche g6 · Pion noir sur case noire a5 · Pion blanc sur case noire e5 · haut droite sur case noire g5 · Pion noir sur case blanche h5 · Pion blanc sur case blanche a4 · Pion blanc sur case blanche c4 · Tour blanche sur case noire d4 · haut gauche sur case noire f4 · Pion blanc sur case noire h4 · Cavalier blanc sur case blanche f3 · haut gauche sur case noire g3 · Pion blanc sur case blanche c2 · Pion blanc sur case noire f2 · Pion blanc sur case blanche g2 · haut droite sur case noire h2 · Roi blanc sur case noire g1 | Tour noire sur case blanche e8 · Tour noire sur case noire f8 · Roi noir sur case blanche g8 · Fou noir sur case blanche b7 · Pion noir sur case noire c7 · Tour blanche sur case blanche d7 · Pion noir sur case blanche f7 · Pion noir sur case noire b6 · Dame noire sur case blanche c6 · Pion noir sur case blanche e6 · Dame blanche sur case noire f6 · Pion noir sur case blanche g6 · Pion noir sur case noire a5 · Pion blanc sur case noire e5 · haut droite sur case noire g5 · Pion noir sur case blanche h5 · Pion blanc sur case blanche a4 · Pion blanc sur case blanche c4 · Tour blanche sur case noire d4 · haut gauche sur case noire f4 · Pion blanc sur case noire h4 · Cavalier blanc sur case blanche f3 · haut gauche sur case noire g3 · Pion blanc sur case blanche c2 · Pion blanc sur case noire f2 · Pion blanc sur case blanche g2 · haut droite sur case noire h2 · Roi blanc sur case noire g1 | Tour noire sur case blanche e8 · Tour noire sur case noire f8 · Roi noir sur case blanche g8 · Fou noir sur case blanche b7 · Pion noir sur case noire c7 · Tour blanche sur case blanche d7 · Pion noir sur case blanche f7 · Pion noir sur case noire b6 · Dame noire sur case blanche c6 · Pion noir sur case blanche e6 · Dame blanche sur case noire f6 · Pion noir sur case blanche g6 · Pion noir sur case noire a5 · Pion blanc sur case noire e5 · haut droite sur case noire g5 · Pion noir sur case blanche h5 · Pion blanc sur case blanche a4 · Pion blanc sur case blanche c4 · Tour blanche sur case noire d4 · haut gauche sur case noire f4 · Pion blanc sur case noire h4 · Cavalier blanc sur case blanche f3 · haut gauche sur case noire g3 · Pion blanc sur case blanche c2 · Pion blanc sur case noire f2 · Pion blanc sur case blanche g2 · haut droite sur case noire h2 · Roi blanc sur case noire g1 | Tour noire sur case blanche e8 · Tour noire sur case noire f8 · Roi noir sur case blanche g8 · Fou noir sur case blanche b7 · Pion noir sur case noire c7 · Tour blanche sur case blanche d7 · Pion noir sur case blanche f7 · Pion noir sur case noire b6 · Dame noire sur case blanche c6 · Pion noir sur case blanche e6 · Dame blanche sur case noire f6 · Pion noir sur case blanche g6 · Pion noir sur case noire a5 · Pion blanc sur case noire e5 · haut droite sur case noire g5 · Pion noir sur case blanche h5 · Pion blanc sur case blanche a4 · Pion blanc sur case blanche c4 · Tour blanche sur case noire d4 · haut gauche sur case noire f4 · Pion blanc sur case noire h4 · Cavalier blanc sur case blanche f3 · haut gauche sur case noire g3 · Pion blanc sur case blanche c2 · Pion blanc sur case noire f2 · Pion blanc sur case blanche g2 · haut droite sur case noire h2 · Roi blanc sur case noire g1 | Tour noire sur case blanche e8 · Tour noire sur case noire f8 · Roi noir sur case blanche g8 · Fou noir sur case blanche b7 · Pion noir sur case noire c7 · Tour blanche sur case blanche d7 · Pion noir sur case blanche f7 · Pion noir sur case noire b6 · Dame noire sur case blanche c6 · Pion noir sur case blanche e6 · Dame blanche sur case noire f6 · Pion noir sur case blanche g6 · Pion noir sur case noire a5 · Pion blanc sur case noire e5 · haut droite sur case noire g5 · Pion noir sur case blanche h5 · Pion blanc sur case blanche a4 · Pion blanc sur case blanche c4 · Tour blanche sur case noire d4 · haut gauche sur case noire f4 · Pion blanc sur case noire h4 · Cavalier blanc sur case blanche f3 · haut gauche sur case noire g3 · Pion blanc sur case blanche c2 · Pion blanc sur case noire f2 · Pion blanc sur case blanche g2 · haut droite sur case noire h2 · Roi blanc sur case noire g1 | Tour noire sur case blanche e8 · Tour noire sur case noire f8 · Roi noir sur case blanche g8 · Fou noir sur case blanche b7 · Pion noir sur case noire c7 · Tour blanche sur case blanche d7 · Pion noir sur case blanche f7 · Pion noir sur case noire b6 · Dame noire sur case blanche c6 · Pion noir sur case blanche e6 · Dame blanche sur case noire f6 · Pion noir sur case blanche g6 · Pion noir sur case noire a5 · Pion blanc sur case noire e5 · haut droite sur case noire g5 · Pion noir sur case blanche h5 · Pion blanc sur case blanche a4 · Pion blanc sur case blanche c4 · Tour blanche sur case noire d4 · haut gauche sur case noire f4 · Pion blanc sur case noire h4 · Cavalier blanc sur case blanche f3 · haut gauche sur case noire g3 · Pion blanc sur case blanche c2 · Pion blanc sur case noire f2 · Pion blanc sur case blanche g2 · haut droite sur case noire h2 · Roi blanc sur case noire g1 | Tour noire sur case blanche e8 · Tour noire sur case noire f8 · Roi noir sur case blanche g8 · Fou noir sur case blanche b7 · Pion noir sur case noire c7 · Tour blanche sur case blanche d7 · Pion noir sur case blanche f7 · Pion noir sur case noire b6 · Dame noire sur case blanche c6 · Pion noir sur case blanche e6 · Dame blanche sur case noire f6 · Pion noir sur case blanche g6 · Pion noir sur case noire a5 · Pion blanc sur case noire e5 · haut droite sur case noire g5 · Pion noir sur case blanche h5 · Pion blanc sur case blanche a4 · Pion blanc sur case blanche c4 · Tour blanche sur case noire d4 · haut gauche sur case noire f4 · Pion blanc sur case noire h4 · Cavalier blanc sur case blanche f3 · haut gauche sur case noire g3 · Pion blanc sur case blanche c2 · Pion blanc sur case noire f2 · Pion blanc sur case blanche g2 · haut droite sur case noire h2 · Roi blanc sur case noire g1 | Tour noire sur case blanche e8 · Tour noire sur case noire f8 · Roi noir sur case blanche g8 · Fou noir sur case blanche b7 · Pion noir sur case noire c7 · Tour blanche sur case blanche d7 · Pion noir sur case blanche f7 · Pion noir sur case noire b6 · Dame noire sur case blanche c6 · Pion noir sur case blanche e6 · Dame blanche sur case noire f6 · Pion noir sur case blanche g6 · Pion noir sur case noire a5 · Pion blanc sur case noire e5 · haut droite sur case noire g5 · Pion noir sur case blanche h5 · Pion blanc sur case blanche a4 · Pion blanc sur case blanche c4 · Tour blanche sur case noire d4 · haut gauche sur case noire f4 · Pion blanc sur case noire h4 · Cavalier blanc sur case blanche f3 · haut gauche sur case noire g3 · Pion blanc sur case blanche c2 · Pion blanc sur case noire f2 · Pion blanc sur case blanche g2 · haut droite sur case noire h2 · Roi blanc sur case noire g1 | 1 |
|   | a | b | c | d | e | f | g | h |   |

31. Rh2 Tc8 ? 32. Rg3 ! Tce8 33. Rf4 ! Fc8 34. Rg5 ! Abandon (1-0).
(34... Rh7 35. Dxg6+ Rh8 36. Dh6+ Rg8 37. Rf6 suivi de Dg7#.)